# 142408 Trebur
142408 Trebur è un asteroide della fascia principale. Scoperto nel 2002, presenta un'orbita caratterizzata da un semiasse maggiore pari a 2,4660233 UA e da un'eccentricità di 0,0995081, inclinata di 6,51663° rispetto all'eclittica.
L'asteroide è dedicato all'omonima località della Germania dove sorge l'osservatorio da cui è stato scoperto.